# Drie Miniaturen (Hanson)
Howard Hanson componeerde zijn Drie Miniaturen voor piano in de jaren 1918 en 1919. Het is een compositie met langlopende melodielijnen.
De drie miniaturen zijn:
1. Reminiscence;
2. Lullaby;
3. Longing.

## Enchantment
Later in zijn leven (1935) componeerde Hanson nog een "los" miniatuur: Enchantment, ook voor piano, het klinkt zoals de titel al voorspelt feeëriek en duurt nauwelijks 2 minuten.

## Bron en discografie
- Uitgave Naxos, Thomas Labé (piano)